# 锡克联盟

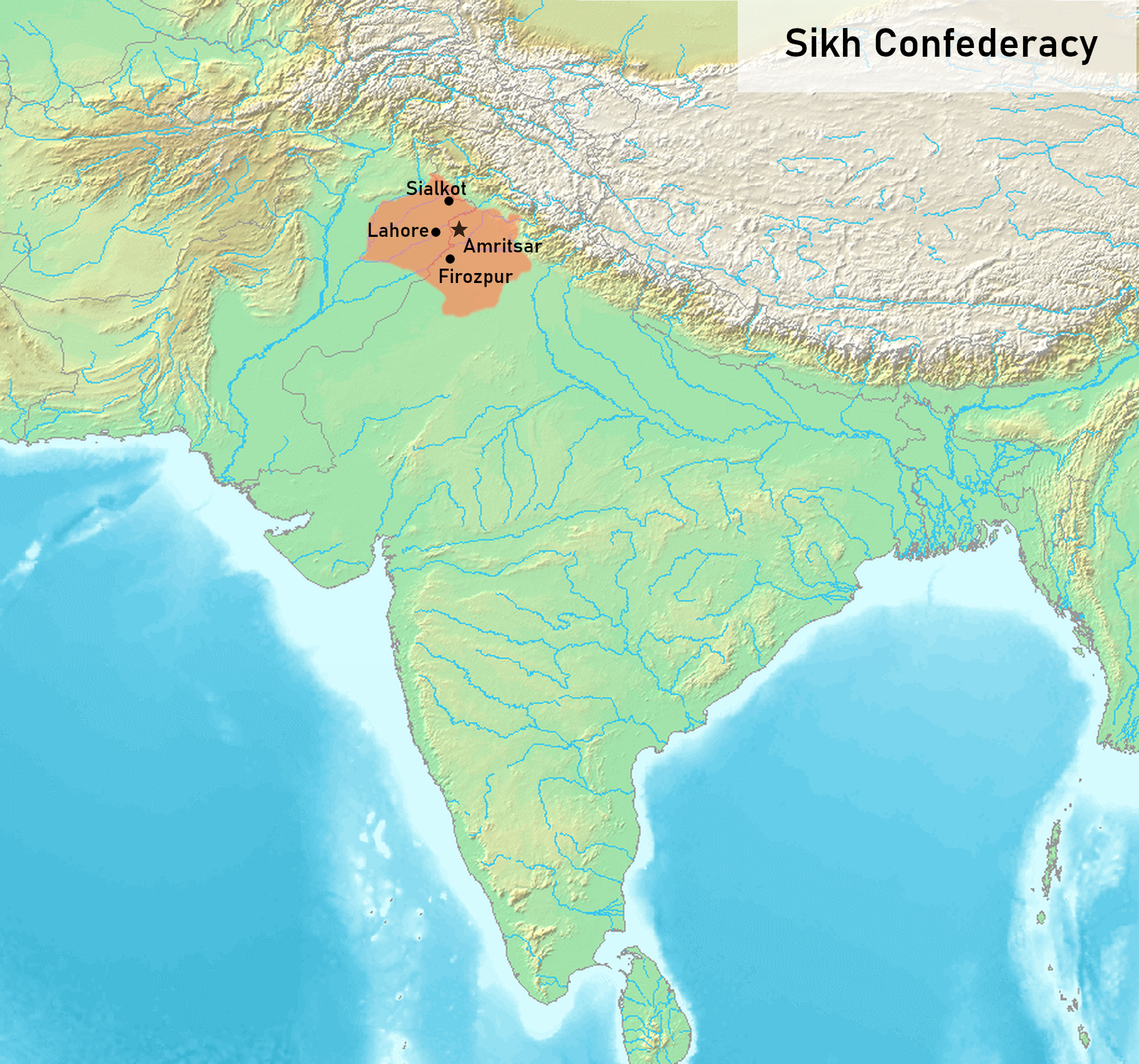
锡克联盟地图

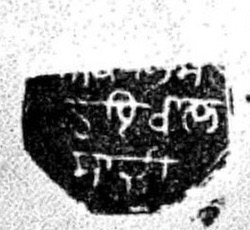
锡克联盟的卡尔萨印章（1759年）

锡克联盟是印度次大陆西北部旁遮普地区历史上的一个贵族共和制邦联，由12个主权锡克邦组成，成立于1748年。1799年，兰季德·辛格将锡克联盟统一为锡克帝国。